# 上川镇
上川镇，是中华人民共和国甘肃省兰州市皋兰县下辖的一个乡镇级行政单位，由兰州新区管理。
原属永登县，2023年划归皋兰县。

## 行政区划
上川镇下辖以下地区：
黄茨滩村、红井槽村、砂梁墩村、甘露池村、达家梁村、四泉村、古联村、祁联村、苗联村、涝池滩村、五联村、上古山村、下古山村、东昌村和天山村。